# NGC 6299
NGC 6299 é uma galáxia elíptica (E) localizada na direcção da constelação de Draco. Possui uma declinação de +62° 27' 30" e uma ascensão recta de 17 horas, 05 minutos e 04,3 segundos.
A galáxia NGC 6299 foi descoberta em 27 de Outubro de 1861 por Heinrich Louis d'Arrest.